# Wim Kösters

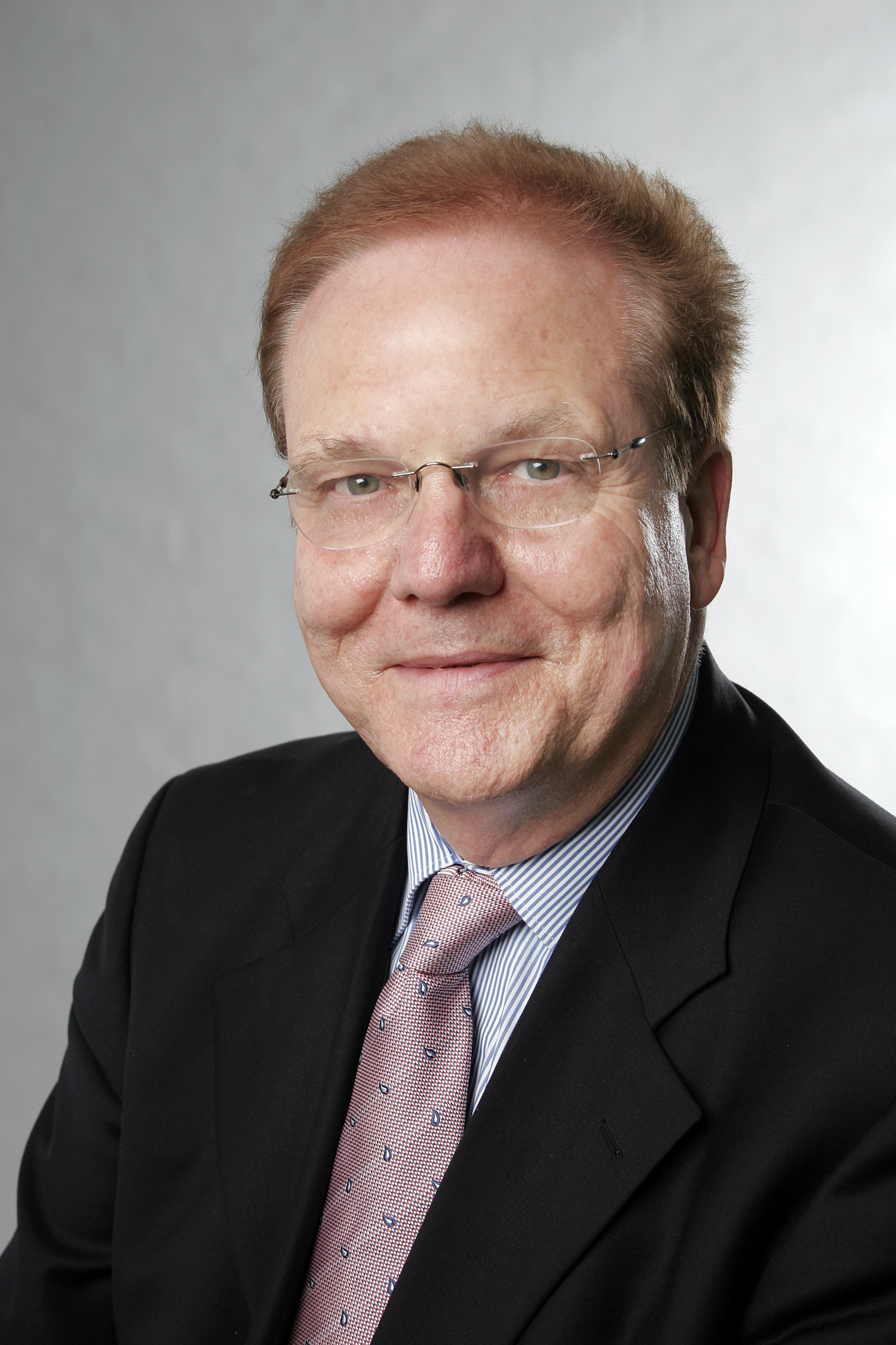
Wim Kösters (2009)

Wim Kösters (* 26. November 1942 in Greven) ist ein deutscher Wirtschaftswissenschaftler.

## Leben
Wim Kösters studierte an der Westfälischen Wilhelms-Universität Münster Volkswirtschaftslehre, von der er mit einer Dissertation zur Geldmarkttheorie promoviert wurde. Zudem erlangte er am Institut für Christliche Sozialwissenschaften der Universität Münster das Diplom in Katholischer Soziallehre. Als Postgraduierter verbrachte er das Studienjahr 1968 an der Harvard-Universität. Nach seiner Habilitation an der Universität Köln war er zunächst Professor für Volkswirtschaftslehre an der Universität Münster.
Von 1991 bis zu seiner Emeritierung 2001 war Kösters Professor für Geldtheorie und theoretische Volkswirtschaftslehre (Jean Monnet Lehrstuhl) an der Ruhr-Universität Bochum (RUB). Von 1999 bis 2001 war er Dekan der Fakultät für Wirtschaftswissenschaft der RUB. Darüber hinaus gehörte er von 2003 bis 2017 dem Vorstand des Rheinisch-Westfälischen Instituts für Wirtschaftsforschung (RWI) in Essen an und war von 1998 bis 2002 Vorsitzenden des Forschungsbeirats des RWI. 
In Forschung und Lehre widmete er sich besonders der Erwartungsbildung und deren Bedeutung für Geldtheorie und Konjunktur. Einer seiner bekanntesten ehemaligen Mitarbeiter war Ansgar Belke (1965–2020), der am DIW Berlin tätig war.
Kösters war Mitunterzeichner des eurokritischen Manifests Die währungspolitischen Beschlüsse von Maastricht: Eine Gefahr für Europa (1992).
Seit 2011 ist Kösters Vorstandsvorsitzender der Stiftung des Cusanuswerkes.

## Auszeichnung
- 2024 zeichnete Ministerpräsident Hendrik Wüst Wim Kösters mit dem Verdienstorden des Landes Nordrhein-Westfalen aus.[5]

## Schriften
Kösters veröffentlichte zahlreiche Artikel und mehrere Monografien:
- Theoretische und empirische Grundlagen der Geldnachfrage. Eine kritische Analyse der wirtschaftspolitischen Aussagefähigkeit isolierter Untersuchungen der Geldnachfragefunktion. Vandenhoeck und Ruprecht, Göttingen 1974, ISBN 3-525-12300-0.
- Zur theoretischen und empirischen Bestimmung der Vollbeschäftigung. Vandenhoeck und Ruprecht, Göttingen 1974, ISBN 3-525-12320-5.
- Transmission und Koordination nationaler Wirtschaftspolitiken bei weltwirtschaftlicher Verflechtung. Institut für Wirtschafts- und Sozialwissenschaften, Westfälische Wilhelms-Universität Münster 1988.
- mit Elena Diaz Porta, Martin Hebler: Mercosur: Probleme auf dem Weg zu einer Zollunion. Lateinamerika-Zentrum der Westfälische Wilhelms-Universität, Münster 2001.
- mit Ansgar Belke, Martin Leschke, Thorsten Polleit: Liquidity on the rise. Too much money too few goods. Universität Hohenheim, Institut für Volkswirtschaftslehre, Stuttgart 2004.
- mit Stephan Paul, Stefan Stein: An economic analysis of the EU Commission’s proposal for a new Consumer Credit Directive – Offering consumers more protection or restricting their options? (= RWI Materialien, Nr. 9). RWI, Essen 2004.
- Wie stabil ist die Europäische Währungsunion? (= RWI Positionen, Nr. 17). RWI, Essen 2007.
- mit Christoph M. Schmidt, Thorsten Schmidt, Tobias Zimmermann: Für eine stabilitätsorientierte Geldpolitik (= RWI Positionen, Nr. 25). RWI, Essen 2008.
- mit Christoph M. Schmidt: Ursachen der Finanzmarktkrise: Wer hat versagt? (= RWI Positionen, Nr. 27). RWI, Essen 2008.